# Sü Jen
Sü Jen (čínsky pchin-jinem Xǔ Yán, znaky 许岩; * 4. ledna 1981 Peking) je bývalá čínská zápasnice – judistka, bronzová olympijská medailistka z roku 2008.

## Sportovní kariéra
S judem začínal v rodném Pekingu ve 13 letech. Připravovala se pod vedením Wu Č'-sina. V čínské ženské reprezentaci se pohybovala od roku 2001 v lehké váze do 57 kg. V roce 2004 v čínské nominaci na olympijské hry v Athénách neuspěla. V roce 2006 vyhrála asijské hry a v roce 2008 vybojovala nominaci na domácí olympijské hry v Pekingu. Ve čtvrtfinále vyřadila na nižší počet napomenutí Japonku Aiko Satóovou. V semifinále však takticky nezvládla zápas s Nizozemkou Deborah Gravenstijnovou, které v čistě pasivním zápase podlehla po třech napomenutí na wazari. V boji o třetí místo se utkala s Francouzkou Barbarou Harelovou a od úvodu prohrávala na wazari po technice uki-waza. Začátkem druhé minuty však vystihla Harelové pohyb a technikou uči-mata-makikomi zvítězila na ippon. Získala bronzovou olympijskou medaili. Vzápětí ukončila sportovní kariéru.

## Výsledky
| Turnaj            | 2001       | 2002       | 2003       | 2004       | 2005       | 2006       | 2007       | 2008       |
| Turnaj            | 20         | 21         | 22         | 23         | 24         | 25         | 26         | 27         |
| Turnaj            | lehká váha | lehká váha | lehká váha | lehká váha | lehká váha | lehká váha | lehká váha | lehká váha |
| ----------------- | ---------- | ---------- | ---------- | ---------- | ---------- | ---------- | ---------- | ---------- |
| Olympijské hry    |            |            |            | —          |            |            |            | 3.         |
| Mistrovství světa | —          |            | úč.        |            | —          |            | 7.         |            |
| Asijské hry       |            | —          |            |            |            | 1.         |            |            |
| Mistrovství Asie  | —          |            | 5.         | —          | —          |            | 2.         | —          |
| Univerziáda       | —          |            | —          |            |            |            | —          |            |
| Akademické MS     |            | 1.         |            | —          |            | —          |            |            |